# Ufficio regionale di collocamento
L'Ufficio regionale di collocamento o URC è un'istituzione statale svizzera, creata per assistere i disoccupati. 
Si tratta della più grande piattaforma per l'impiego in Svizzera, gli URC impiegano circa 1500 persone in 130 centri disseminati per tutta la Svizzera. 
Sostengono e consigliano i disoccupati nella loro ricerca di un nuovo impiego e si assicurano della loro impiegabilità. 

## Base legale
La base legale che gestisce le attività degli URC è la LADI, la Legge sull'assicurazione contro la disoccupazione. Questa legge è accompagnata dall'OADI, l'Ordinanza sull'assicurazione contro la disoccupazione.